# Justin Bianchini
Justin Joseph Bianchini (* 28. Januar 1941 in Subiaco, Western Australia, Australien) ist ein australischer Geistlicher und emeritierter römisch-katholischer Bischof von Geraldton.

## Leben
Justin Bianchini empfing am 29. Juni 1964 das Sakrament der Priesterweihe für das Erzbistum Perth.
Am 25. März 1992 ernannte ihn Papst Johannes Paul II. zum Bischof von Geraldton. Der Erzbischof von Perth, Barry Hickey, spendete ihm am 19. Mai desselben Jahres die Bischofsweihe; Mitkonsekratoren waren der Bischof von Bunbury, Peter Quinn, und der Weihbischof in Perth, Robert Healy.
Papst Franziskus nahm am 15. Mai 2017 seinen altersbedingten Rücktritt an.